# Calle Johansson
Pour les articles homonymes, voir Johansson.
Temple de la renommée du hockey suédois : 2014
Calle Johansson (né le 14 février 1967 à Göteborg en Suède) est un joueur professionnel de hockey sur glace qui évolua 18 saisons dans la Ligue nationale de hockey au poste de défenseur pour les Sabres de Buffalo, les Capitals de Washington et les Maple Leafs de Toronto (et brièvement avec les Kloten Flyers de la Ligue Nationale A (LNA) pendant le lock-out de 1994-1995). Il fut commentateur de hockey en Suède et est maintenant entraîneur-adjoint au Frölunda HC de la Elitserien suédoise.

## Carrière en club
Les Sabres firent de Johansson leur premier choix au repêchage d'entrée dans la LNH 1985, 14e au total, alors qu'il jouait pour le IF Björkloven. Sa première saison dans la LNH fut bonne, il compila 38 passes et 42 points et se mérita une place dans la première équipe d'étoiles recrues. Il fut cependant cédé aux Capitals la saison suivante, avec un choix de deuxième ronde au repêchage d'entrée dans la LNH 1989 contre Clint Malarchuk, Grant Ledyard et un choix de sixième ronde au repêchage d'entrée dans la LNH 1991.
Johansson prospéra à Washington, devenant l'un des meilleurs défenseurs du club pour les 15 saisons à venir. Bien que jouant dans l'ombre d'autres grands défenseurs des Caps comme Kevin Hatcher, Al Iafrate ou Sergueï Gontchar, il fut un contributeur solide et fit partie de l'escouade défensive de 1992-1993 qui établit un record de la ligue pour l'équipe dont les défenseurs ont marqué le plus de buts. Hatcher, Iafrate et Sylvain Côté ont certes été des contributeurs plus importants, marquant chacun plus de 20 buts, mais Johansson mit la main à la pâte et en enregistra tout de même sept.
Il fut aussi avec les Caps lors de leur improbable parcours jusqu'à la Finale de la Coupe Stanley de 1998; malheureusement, Washington fut défait en Finale par les Red Wings de Détroit, et Johansson ne viendra jamais aussi près de mettre la main sur la prestigieuse Coupe.
Calle Johansson prit sa retraite après la saison 2002-2003, mais les Leafs le persuadèrent de revenir au jeu pour les aider à aller loin en séries. Les Leafs ne remportèrent pas la Coupe et Johansson tira sa révérence pour de bon au terme de la saison.

## Statistiques
| Saison     | Équipe                 | Ligue      |      | Saison régulière | Saison régulière | Saison régulière | Saison régulière | Saison régulière |    | Séries éliminatoires | Séries éliminatoires | Séries éliminatoires | Séries éliminatoires | Séries éliminatoires |
| Saison     | Équipe                 | Ligue      | PJ   | B                | A                | Pts              | Pun              | PJ               | B  | A                    | Pts                  | Pun                  |                      |                      |
| 1985-1986  | IF Björklöven          | Elitserien | 17   | 1                | 2                | 3                | 14               |                  |    |                      |                      |                      |                      |                      |
| 1987-1988  | Sabres de Buffalo      | LNH        | 71   | 4                | 38               | 42               | 37               | 6                | 0  | 1                    | 1                    | 0                    |                      |                      |
| 1988-1989  | Sabres de Buffalo      | LNH        | 47   | 2                | 11               | 13               | 33               |                  |    |                      |                      |                      |                      |                      |
| 1988-1989  | Capitals de Washington | LNH        | 12   | 1                | 7                | 8                | 4                | 6                | 1  | 2                    | 3                    | 0                    |                      |                      |
| 1989-1990  | Capitals de Washington | LNH        | 70   | 8                | 31               | 39               | 25               | 15               | 1  | 6                    | 7                    | 4                    |                      |                      |
| 1990-1991  | Capitals de Washington | LNH        | 81   | 11               | 41               | 52               | 23               | 10               | 2  | 7                    | 9                    | 8                    |                      |                      |
| 1991-1992  | Capitals de Washington | LNH        | 80   | 14               | 42               | 56               | 49               | 7                | 0  | 5                    | 5                    | 4                    |                      |                      |
| 1992-1993  | Capitals de Washington | LNH        | 77   | 7                | 38               | 45               | 56               | 6                | 0  | 5                    | 5                    | 4                    |                      |                      |
| 1993-1994  | Capitals de Washington | LNH        | 84   | 9                | 33               | 42               | 59               | 6                | 1  | 3                    | 4                    | 4                    |                      |                      |
| 1994-1995  | Capitals de Washington | LNH        | 46   | 5                | 26               | 31               | 35               | 7                | 3  | 1                    | 4                    | 0                    |                      |                      |
| 1994-1995  | Kloten Flyers          | LNA        | 5    | 1                | 2                | 3                | 8                |                  |    |                      |                      |                      |                      |                      |
| 1995-1996  | Capitals de Washington | LNH        | 78   | 10               | 25               | 35               | 50               |                  |    |                      |                      |                      |                      |                      |
| 1996-1997  | Capitals de Washington | LNH        | 65   | 6                | 11               | 17               | 16               |                  |    |                      |                      |                      |                      |                      |
| 1997-1998  | Capitals de Washington | LNH        | 73   | 15               | 20               | 35               | 30               | 21               | 2  | 8                    | 10                   | 16                   |                      |                      |
| 1998-1999  | Capitals de Washington | LNH        | 67   | 8                | 21               | 29               | 22               |                  |    |                      |                      |                      |                      |                      |
| 1999-2000  | Capitals de Washington | LNH        | 82   | 7                | 25               | 32               | 24               | 5                | 1  | 2                    | 3                    | 0                    |                      |                      |
| 2000-2001  | Capitals de Washington | LNH        | 76   | 7                | 29               | 36               | 26               | 6                | 1  | 2                    | 3                    | 2                    |                      |                      |
| 2001-2002  | Capitals de Washington | LNH        | 11   | 2                | 0                | 2                | 8                |                  |    |                      |                      |                      |                      |                      |
| 2002-2003  | Capitals de Washington | LNH        | 82   | 3                | 12               | 15               | 22               | 6                | 0  | 1                    | 1                    | 0                    |                      |                      |
| 2003-2004  | Maple Leafs de Toronto | LNH        | 8    | 0                | 6                | 6                | 0                | 4                | 0  | 0                    | 0                    | 2                    |                      |                      |
| Totaux LNH | Totaux LNH             | Totaux LNH | 1110 | 119              | 416              | 535              | 519              | 105              | 12 | 43                   | 55                   | 44                   |                      |                      |